# Arnold Schwerdorffer
Arnold Schwerdorffer, né le 9 décembre 1943 à Bois-Guillaume près de Rouen, est un  général de l’armée française.

## Carrière militaire
Formé à l'école militaire de Saint-Cyr, il commande le 1er régiment de Chasseurs de 1987 à 1990, puis il est nommé chef d'état-major de la 7e division blindée, de 1990 à 1993.
Le colonel de l'armée blindée et de la cavalerie Arnold Schwerdorffer est promu au grade de général de brigade le 1er janvier 1994. Il est ensuite mis à la disposition du chef d'état-major de l'armée de terre (1er février 1995), puis il est nommé adjoint au général commandant la 6e division légère blindée à compter du 1er juin 1996. Il prend le commandement de cette division à compter du 1er septembre 1996. 
Promu général de division pour prendre rang du 1er septembre 1997, il est nommé adjoint « enseignement » au général commandant de la doctrine et de l'enseignement militaire supérieur de l'armée de terre à compter du 1er juillet 1999.
En Bosnie, il commande le contingent français de la FORPRONU. À compter du 1er décembre 2000, il est nommé commandant de l'EUROFOR en ex-Yougoslavie. Entre-temps, il a commandé la zone MNT-SE autour de Mostar, l’une des trois zones opérationnelles de la SFOR.
Le général Arnold Schwerdorffer est admis dans la 2e section des officiers généraux de l'armée de terre par anticipation et sur sa demande à compter du 1er février 2001.

## Carrière politique
Proche du général Philippe Morillon, il le rejoint à l’Union pour la démocratie française (UDF) et il devient le délégué départemental de ce parti pour la Vendée.
Il intègre, en position non éligible dans la section départementale de la Vendée, la liste UDF Vivre ensemble les Pays de la Loire conduite par Jean Arthuis à l'occasion des élections régionales de 2004. 
Lors des élections législatives de 2007, il se présente dans la 4e circonscription de la Vendée sous la bannière UDF - Mouvement démocrate. Il est battu au premier tour, obtenant 10,86 % des suffrages exprimés face à la candidate sortante Véronique Besse.
Il est ensuite candidat aux élections cantonales de mars 2008 dans le canton de Montaigu, contre Philippe de Villiers. Toujours sous la bannière du Mouvement démocrate, il a pour suppléante une militante PS, Maï Evin-Haeffelin, avec qui il forme un « front républicain ». Sa candidature recueille 3 046 voix (20,82 %), Philippe de Villiers étant réélu au premier tour avec 11 581 voix (79,18 %).

## Fonctions civiles
- Président de l'Association des commissaires enquêteurs de la Vendée.

## Décorations
- Officier de la Légion d'honneur[10] ;
- Commandeur de l'ordre national du Mérite[11] ;
- Croix du combattant[réf. nécessaire].